# Moya (Gran Canaria)
Moya es una localidad y municipio español perteneciente a la isla de Gran Canaria, en la provincia de Las Palmas, comunidad autónoma de Canarias.
El municipio cuenta con un rico patrimonio natural. En su suelo se halla el espacio natural de Los Tilos, relicto de la antigua selva de Doramas, que representa la mayor superficie de laurisilva de la isla de Gran Canaria. Por otra parte, Moya es cuna del poeta modernista canario Tomás Morales, cuya casa natal ha sido reconvertida en museo.

## Toponimia
El municipio toma su nombre de su capital municipal.
Algunos autores lo suponen una voz aborigen, siendo para el filólogo Ignacio Reyes el nombre dado por los canarios a diferentes especies de plantas de los géneros Asteriscus o Pulicaria desde una forma primaria (a)Măyo.

## Geografía
Está situado en el norte de Gran Canaria, a 22,5 kilómetros de la capital insular.
Limita con los municipios de Santa María de Guía, Gáldar, Artenara, Valleseco, Firgas y Arucas.
Posee una superficie de 31,87 km², siendo de los municipios menos extensos de la isla.
La cabecera municipal se localiza a 543 m s. n. m., alcanzándose la cota máxima del municipio en la montaña de los Moriscos a 1 770 m s. n. m.

### Clima
El municipio posee un clima seco semiárido cálido según con la clasificación de Köppen.
La temperatura media anual es de 18.3 °C, siendo el mes más caluroso agosto con 22,1 °C y el más frío enero con 15 °C.
El promedio de precipitaciones al año es de 255 mm, siendo los meses más secos julio y agosto con 1 mm, y los más lluviosos noviembre y diciembre con 51 mm.

### Zonas protegidas
Moya cuenta con una gran parte de su superficie incluida en la Red Canaria de Espacios Naturales Protegidos. Íntegramente en su término se encuentra la reserva natural especial de Los Tilos de Moya, compartiendo con los municipios limítrofes el parque rural de Doramas, la reserva natural especial de Azuaje, la reserva natural integral de Barranco Oscuro, el paisaje protegido de Las Cumbres y el monumento natural del Montañón Negro.
Barranco Oscuro y Los Tilos son además Zonas Especiales de Conservación —ZEC— incluidas en la Red Natura 2000.

### Comunicaciones
- GC-2, comunica al municipio con la zona norte, en general y Arucas y Las Palmas de Gran Canaria, en su paso por el municipio cruza los Barrios de El Pagador, San Andrés y San Felipe
- GC-350, comunica al municipio con Firgas
- GC-752, comunica al casco con el barrio de Cabo Verde
- GC-700, comunica al municipio con Santa María de Guía pasando por Los Tilos de Moya
- GC-704, carretera que lleva a Los Tilos de Moya, termina en la GC-21
- GC-75, comunica a buena parte del municipio con el Barrio de Fontanales y la GC-2
- GC-70, comunica a la GC-21 con el Barrio de Fontanales y al mismo con Montaña Alta (Guía)
- GC-21, comunica a Fontanales con Artenara, Valleseco, Tejeda, etc.

## Historia
Moya surge como núcleo de población moderno tanto por razones de necesidad de asentamiento agrícola como de carácter religioso. Los repartos de tierras y aguas efectuados tras la conquista de Gran Canaria y la orografía condicionaron el asentamiento poblacional, conformándose núcleos dispersos por encima de los 600 metros de altitud —Montaña de Doramas— y agrupados por debajo de esa cota —casco de Moya—. El fomento de la agricultura impulsó el proceso urbanizador en el siglo xviii. A mediados de la centuria el casco de Moya concentra el 43.7 % del vecindario, y Fontanales, segundo lugar en importancia, el 14,2 %, mientras que en los comienzos del siglo xix la concentración vecinal en el casco se reduce al 19,3 % y la de los núcleos del entorno de la Montaña de Doramas se eleva al 31,2 % debido a los repartos y roturaciones de nuevas tierras en dicha Montaña entre 1806 y 1812.
La vivienda habitual, de dimensiones modestas con una o dos habitaciones y con escasa inversión en su construcción, fue la casa de una planta (casco, la costa y Fontanales) y la cueva (entorno de la Montaña de Doramas), con un ritmo de crecimiento similar al de la población: 138 viviendas de fines del siglo xvii, 159-318 en el xviii y 791 a mediados del xix, en su mayoría de una planta (92,2 %).
La alta natalidad y mortalidad registrada en el periodo 1480-1850 han dado como resultado un crecimiento demográfico lento: 60 habitantes a fines del siglo xvi, 700 en el xvii y 878 en el xviii, produciéndose la aceleración del crecimiento en el siglo xix ya que, por efecto de las roturaciones de tierras en la Montaña, se pasó de los 1 188 habitantes de 1802 a los 3 701 de 1848.
El crecimiento de la población permitió a Moya adquirir en los comienzos de la modernidad la condición de pueblo y contar con párroco y alcalde. La ermita construida a fines del siglo xv bajo la advocación de la Candelaria, de reducido tamaño y materiales de piedra y barro con techo a dos aguas, una pequeña campana y planta de una nave, fue reemplazada en 1673 por una nueva iglesia que, aunque sometida a diversas reconstrucciones, permaneció en pie hasta su sustitución por el templo moderno a mediados del siglo xx. Muy pronto, el 18 de abril de 1515, el obispo Vázquez de Arce la convirtió en parroquia, precediendo el párroco al alcalde y permitiendo el establecimiento de una escuela de primeras letras a cargo del sacristán hasta la fundación de la primera escuela pública de niños en 1806 con la dotación de tres suertes de tierra en la Montaña. El alcalde no fue nombrado hasta fines del siglo xvi, añadiéndose a su gestión en 1766 dos diputados del común, un síndico personero y un fiel de fechos, elegidos mediante compromisarios electos por los vecinos. La existencia de estos empleos no permitió al municipio de Moya, salvo los paréntesis constitucionales de 1813-14 y 1820-23, adquirir la condición de ayuntamiento hasta los años 1835-36 en que se definen sus facultades político-administrativas y económico-fiscales.

## Demografía
Moya cuenta con una población de 7987 habitantes (INE 2024).
| Gráfica de evolución demográfica de Moya entre 1842 y 2021                                                          |
| |
| Población de derecho según los censos de población del INE Población de hecho según los censos de población del INE |

## Administración y política

### Gobierno municipal
| Periodo   | Nombre                         | Partido | Partido                           |
| --------- | ------------------------------ | ------- | --------------------------------- |
| 1979-1983 | Isidro Santiago Galván Quevedo |         | Unión de Centro Democrático (UCD) |
| 1983-1987 | Isidro Santiago Galván Quevedo |         | Alianza Popular (AP)              |
| 1987-1991 | Isidro Galván Quevedo          |         | Partido Demócrata Popular (PDP)   |
| 1991-1995 | Isidro Santiago Galván Quevedo |         | Independiente                     |
| 1995-1999 | Isidro Santiago Galván Quevedo |         | Coalición Canaria (CC)            |
| 1999-2003 | Isidro Santiago Galván Quevedo |         | Partido Popular (PP)              |
| 2003-2011 | Antonio Perera Hernández       |         | Coalición Canaria (CC)            |
| 2011-2019 | Hipólito Alejandro Suárez Nuez |         | Partido Popular (PP)              |
| 2019-2023 | Armando Raúl Afonso Suárez     |         | Partido Popular (PP)              |

### Organización territorial

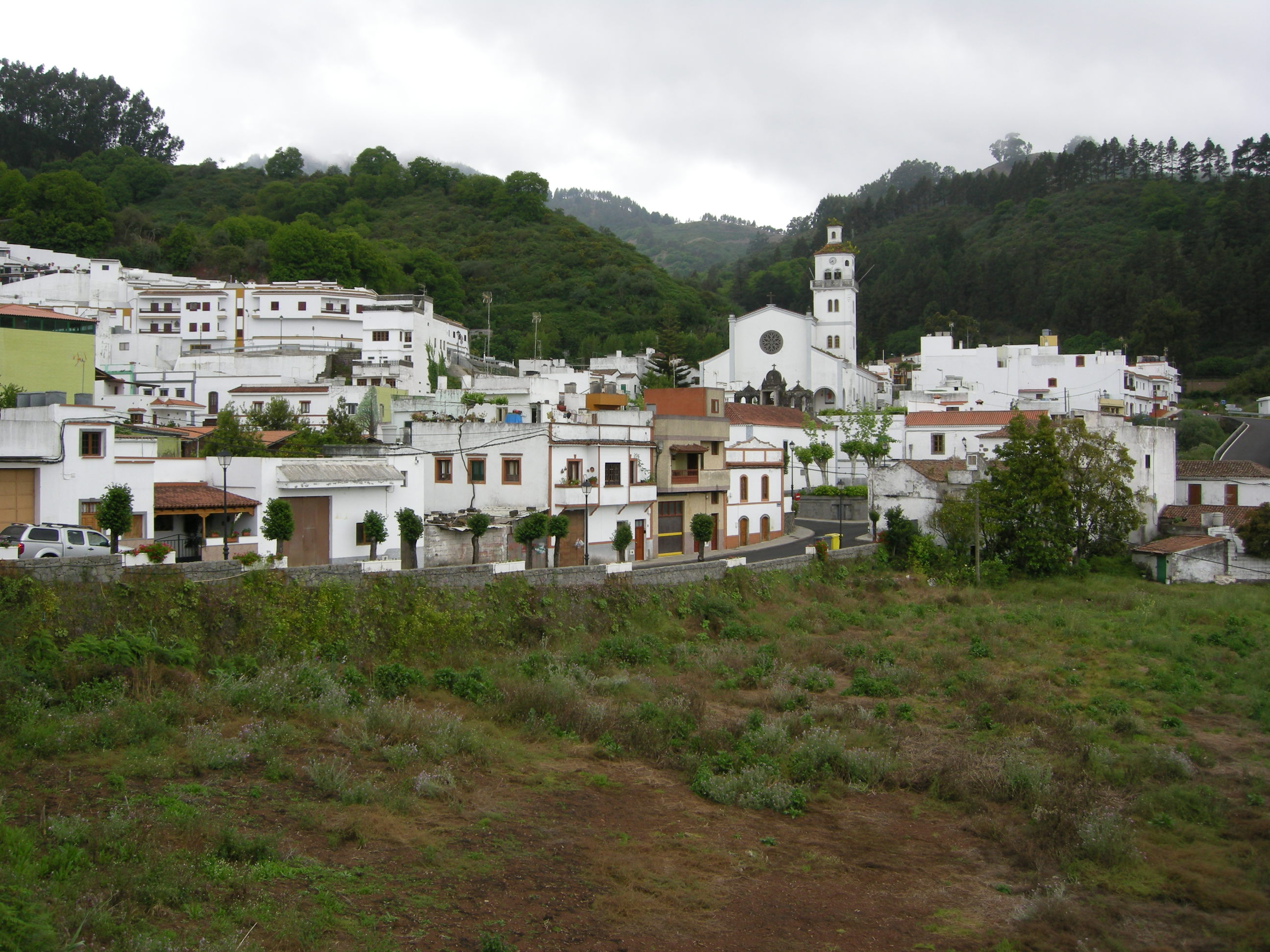
Fontanales

Administrativamente, el término municipal se divide en los siguientes barrios y sus respectivos núcleos:
- Barranco del Laurel
- Barranco del Pinar
- Cabo Verde
- Carretería
- La Costa
- Doramas
- Los Dragos
- Fontanales
- Frontón
- Hoyas del Cavadero
- La Jurada
- Lance
- Lomo Blanco
- Lomo del Peñón
- Moreto
- Palmito
- Palo
- San Fernando
- El Tablero
- Los Tiles
- Los Toscales
- Trujillo
- Villa de Moya (capital municipal)

## Economía
La economía se basó en la agricultura, actividad a la que se dedican a fines del siglo xviii unas 5 000 fanegadas (3 500 de regadío), incrementadas con las repartos y datas efectuadas en la Montaña durante el siglo xix y que suscitaron una importante conflictividad con los pueblos circunvecinos de Teror, Arucas y Firgas. En la primera mitad del siglo xvi tuvieron importancia los cultivos del azúcar (ingenio de Salvago-Espínola) y de subsistencia; tras el declive del azúcar se intensificaron los cultivos de la vid, cereales y hortofrutícolas. El millo, introducido en el segundo tercio del siglo xvii, se convirtió en el cultivo predominante representando en el siglo xix el 60 % de la riqueza productiva. La ganadería se redujo a los animales de transporte, cría de ovejas y cabras para el consumo local y ganado mayor para las labores agrícolas. La Montaña de Doramas propició un desarrollo de la silvicultura y extracción de madera. A fines del xviii se desarrollan ciertas actividades artesanales como la alfarería, cestería, manufactura textil y labores de ebanistería, a lo que se unen los molinos harineros levantados en los barrancos de Azuaje y Moya.

## Cultura

### Patrimonio
Natural
- Los Tilos de Moya. Es la mayor reserva de laurisilva de la isla. Cuenta con una extensión de algo más de 90 hectáreas, de las cuales la mayor parte pertenece a Moya y casi 1 hectárea a Santa María de Guía.

- El jardín de Corvo. Paraje situado junto a la carretera entre Moya y Fontanales. Esta zona estaba ocupada históricamente por la laurisilva (conocida como selva de Doramas), que fue talada progresivamente para dar lugar a tierras agrícolas durante el siglo xix. Fundado por Sebastián Chano Corvo (1850-1925) sobre un terreno propiedad de su familia desde 1812, en el que se alzaba una casa de labranza rodeada de diez fanegadas de tierra —aproximadamente 52 000 m²—, el jardín pretendía ser un homenaje a su difunta amada María del Pino de Quesada y Déniz, fallecida en 1878.[12] La disposición de las diferentes zonas estaba inspirada en el jardín de plantas de París, con numerosas hileras de árboles, una rosaleda central y tres invernaderos, situados en la parte posterior de la casa. Después de una época de abandono, el jardín se encuentra en la actualidad rehabilitado en parte, pero cerrado al público.

### Fiestas y celebraciones
La fiesta de la Virgen de la Candelaria, patrona del municipio, tiene lugar el 2 de febrero. Destaca también la romería en honor a San Antonio de Padua, que se celebra cada año el sábado más cercano al 13 de junio, además de las fiestas en honor a San Judas Tadeo, patrón de la villa, que se celebran el 28 de octubre.
A poco más de 10 kilómetros del centro de Moya se encuentra Fontanales, donde se celebran anualmente las fiestas en honor de san Bartolomé Apóstol, santo que es invocado para la protección de los campos. Se celebra el 24 de agosto.